# Възкресение Христово (Дедебалци)
„Възкресение Христово“ (на македонска литературна норма: „Воскресение Христово“) е православна късновъзрожденска църква в битолското село Дедебалци, Северна Македония. Църквата е под управлението на Преспанско-Пелагонийската епархия на Македонската православна църква.
Храмът е изграден в 1903 година. Иконите в него са дело на прилепския зограф Иван Апостолов.